# Râul Ouham
Ouham este un râu care curge în partea centrală a Africii. Izvorăște de pe teritoriul Republicii Centrafricane și debușează în Chari în dreptul localității Sarh din Ciad.